# Yrouerre
Yrouerre (1801 noch mit der Schreibweise Yrrouer) ist eine französische Gemeinde mit 147 Einwohnern (1. Januar 2022) im Département Yonne in der Region Bourgogne-Franche-Comté. Sie gehört zum Arrondissement Avallon und zum Kommunalverband Le Tonnerrois en Bourgogne.

## Geografie
Die Gemeinde Yrouerre liegt 30 Kilometer östlich von Auxerre auf einem Plateau zwischen den Tälern der Flüsse Yonne und Serein. Das 14,41 km² umfassende Gemeindegebiet ist durch große Ackerflächen geprägt. Wälder machen etwa ein Zehntel der Gemeindefläche aus. Fünf Kilometer nordöstlich des Dorfes verläuft die TGV-Trasse des LGV Sud-Est, die Paris mit Lyon verbindet. Nachbargemeinden von Yrouerre sind Tonnerre im Norden, Sambourg im Osten, Fresnes im Südosten, Annay-sur-Serein und Môlay im Süden, Sainte-Vertu im Südwesten, Poilly-sur-Serein im Westen sowie Viviers im Nordwesten.

## Bevölkerungsentwicklung
| Jahr      | 1962 | 1968 | 1975 | 1982 | 1990 | 1999 | 2006 | 2015 | 2022 |
| Einwohner | 143  | 161  | 152  | 136  | 161  | 197  | 194  | 166  | 147  |

Im Jahr 1806 wurde mit 501 Bewohnern die bisher höchste Einwohnerzahl ermittelt. Die Zahlen basieren auf den Daten von cassini.ehess und INSEE.

## Sehenswürdigkeiten
- Kirche Saint-Nicolas mit Chor und Turm, die als Monument historique eingestuft wurden[4]
- Lavoir aus dem 18. Jahrhundert[5]
- Vom ehemaligen Schloss ist nur noch die Orangerie erhalten. Das Gelände wurde ebenfalls in die Liste schützenswerter Baudenkmale aufgenommen.[6] Die Orangerie stand einst im Schloss, das im 17. Jahrhundert errichtet wurde. Die Orangenbäume blühten ab 1767 entlang der Hauptfassade frostgeschützt vor den Pilastern der Blendarkaden. Zwischen Mai und September zeigen Künstler in der Orangerie ihre Arbeiten.

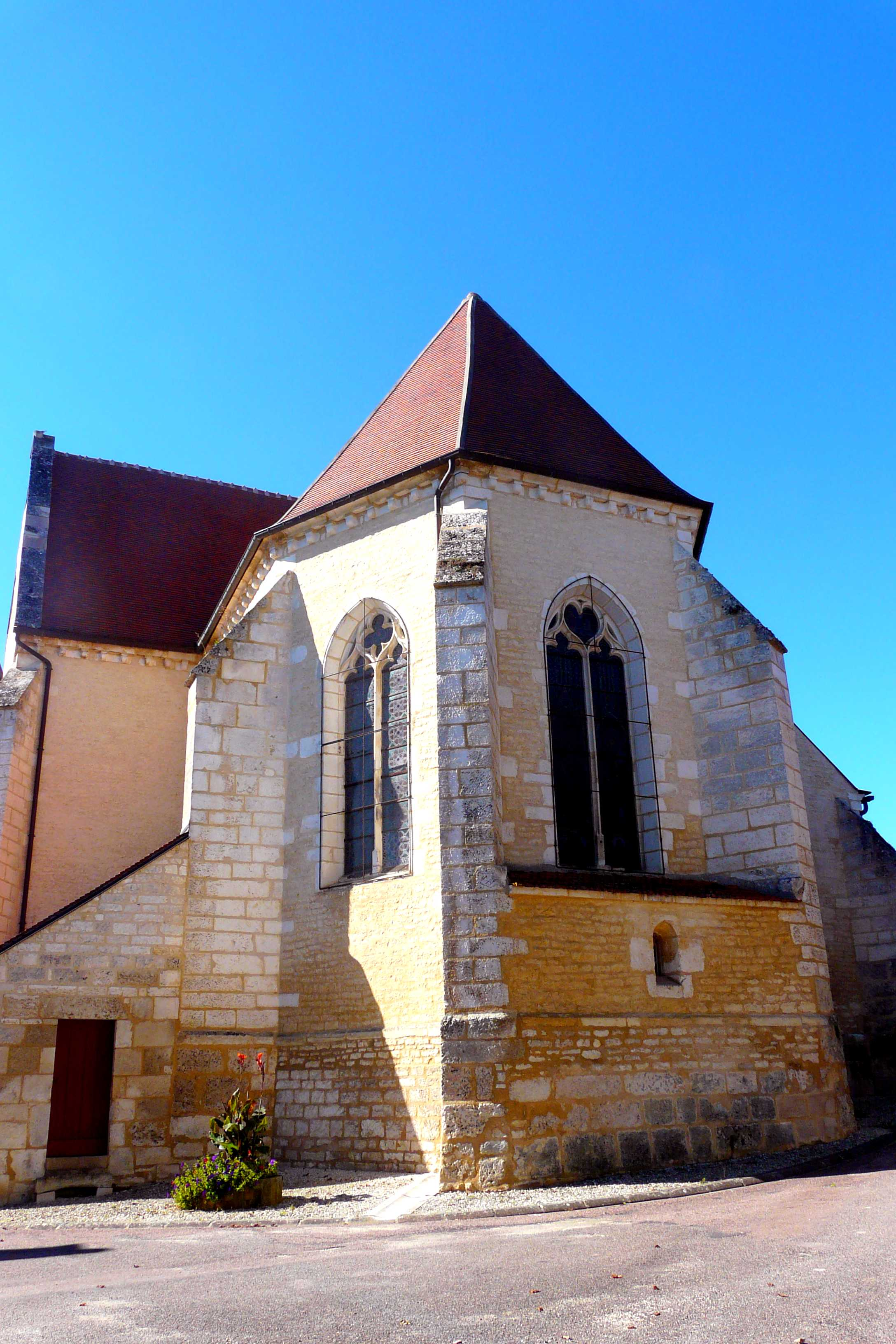
Kirche Saint-Nicolas
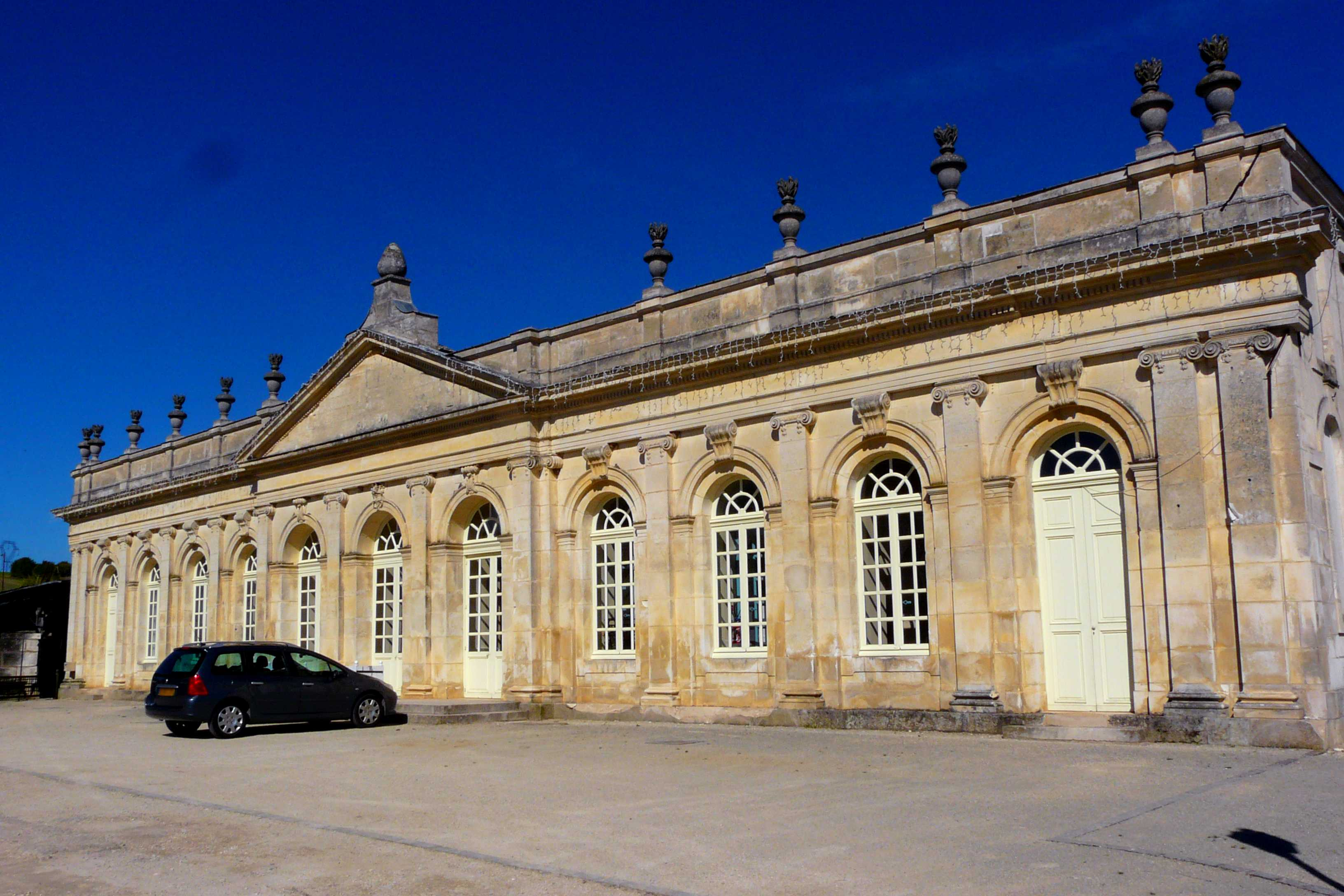
Orangerie des ehemaligen Schlosses

## Wirtschaft und Infrastruktur
In der Gemeinde sind 13 Landwirtschaftsbetriebe ansässig (hauptsächlich Getreideanbau, zwei Winzer).
Yrouerre liegt an der Fernstraße D 944 von Tonnerre nach Avallon.

## Belege
1. ↑  Ortsname auf cassini.ehess.fr
2. ↑  Yrouerre auf cassini.ehess
3. ↑  Yrouerre auf INSEE
4. ↑  Eintrag in der Base Mérimée (französisch)
5. ↑  Bilder des Lavoirs (Memento des Originals vom 29. April 2016 im Internet Archive)  Info: Der Archivlink wurde automatisch eingesetzt und noch nicht geprüft. Bitte prüfe Original- und Archivlink gemäß Anleitung und entferne dann diesen Hinweis.
6. ↑  Eintrag in der Base Mérimée (französisch)
7. ↑  Landwirtschaftsbetriebe auf annuaire-mairie.fr (französisch)